# Agylla oediphlebia
Agylla oediphlebia är en fjärilsart som beskrevs av George Francis Hampson 1914. Agylla oediphlebia ingår i släktet Agylla och familjen björnspinnare. Inga underarter finns listade i Catalogue of Life.